# 평발
평발은 발바닥이 평평한 질병이다. 보행에 문제를 유발할 수도 있다. 마르판 증후군, 취약 X 증후군등 평발을 동반하는 유전병도 있다.

## 같이 보기
- 마르판 증후군